# Extrachromosomales Element
Ein extrachromosomales Element (auch extrachromosomales genetisches Element) bezeichnet in der Biochemie und Genetik eine Nukleinsäure, die innerhalb einer Zelle außerhalb von Chromosomen vorliegt und repliziert wird. Der Begriff Episom (griechisch für ‚Außenkörper‘) ist teilweise überlappend mit dem Begriff extrachromosomales Element, wobei Episom auch Plasmide umfasst, die in Chromosomen integrieren können und dann chromosomal vorliegen.

## Eigenschaften
Beispiele für extrachromosomale Elemente sind ringförmig geschlossene Plasmide in Bakterien oder lineare Borg in Archaeen.
Bei Eukaryoten kommen ringförmig geschlossene Plasmide und Episomen im Verlauf von Infektionen mit verschiedenen Viren, wie Herpesviren (darunter das Epstein-Barr-Virus, das HHV8), Adenoviren und Polyomaviren vor, ebenso treten sog. Double-minute-Chromosomen bei manchen Krebsarten auf.